# فورد اسکورت (اروپا)
فورد اسکورت (به انگلیسی: Ford Escort) خودرویی است که در سال‌های ۱۹۶۸ تا ۲۰۰۴ در انگلستان توسط فورد اروپا تولید شده‌است.
این خودرو در کلاس خودرو کامپکت قرار گرفته است.